# Kabwe
Kabwe (tidligere kendt som Broken Hill) er en by i den centrale del af Zambia med 299.206 (2022) indbyggere. Byen er hovedstad i landets Centralprovins og er blandt andet kendt for udvinding af bly og zink.